# White Star Line
White Star Line е британска компания, една от основните корабни компании между края на XIX и началото на XX век, най-известна като съсобственик на „Титаник“.
Основана през 1845 г., нейната първоначална дейност е главно транспортирането на имигранти до Австралия на борда на клипери. След като фалира, компанията (в действителност търговската марка) е закупена през 1867 г. от Томас Хенри Исмей, който я преименува на Oceanic Steam Navigation Company. За търговската си дейност обаче запазва името White Star Line. След това се специализира в превоза на пътници на борда на луксозни лайнери и постепенно се утвърждава като водеща през XIX век. След смъртта на Томас Исмей през 1899 г. компанията е поета от сина му Брус, който през 1902 г. я интегрира в International Mercantile Marine Company на американския финансист Джон Пиърпонт Морган.
През 1934 г. поради финансови затруднения компанията е принудена да се слее със своя съперник Cunard Line, за да формира Cunard-White Star Line. През 1949 г. Cunard я поглъща, а през 1960 г. „Британик“, последният кораб, който плава под знамето ѝ, е разрушен.
|  | Тази страница частично или изцяло представлява превод на страницата White Star Line в Уикипедия на френски. Оригиналният текст, както и този превод, са защитени от Лиценза „Криейтив Комънс – Признание – Споделяне на споделеното“, а за съдържание, създадено преди юни 2009 година – от Лиценза за свободна документация на ГНУ. Прегледайте историята на редакциите на оригиналната страница, както и на преводната страница, за да видите списъка на съавторите. ВАЖНО: Този шаблон се отнася единствено до авторските права върху съдържанието на статията. Добавянето му не отменя изискването да се посочват конкретни източници на твърденията, които да бъдат благонадеждни. |